# 28 Days (album)
28 Days è il primo album dell'omonimo gruppo pop punk australiano, pubblicato nel 1998 dalla Stubble.

## Tracce
1. Sand
2. Kool
3. Empty One
4. 1988
5. She's Waiting
6. Friends
7. Rise Above
8. He Could Be
9. This Song's About You
10. Ball of Hate
11. 28 Days
12. Do Our Part